# Lúčina
Lúčina es un municipio del distrito de Prešov en la región de Prešov, Eslovaquia, con una población estimada a final del año 2024 de 155 habitantes.
Se encuentra ubicado en el centro-sur de la región, en el valle del río Torysa (cuenca hidrográfica del río Tisza) y cerca de la frontera con la región de Košice.

## Demografía
| Año        | 1994 | 2004    | 2014     | 2024    |
| ---------- | ---- | ------- | -------- | ------- |
| Población  | 153  | 154     | 171      | 155     |
| Diferencia |      | +0,65 % | +11,03 % | −9,35 % |

| Año        | 2023 | 2024    |
| ---------- | ---- | ------- |
| Población  | 157  | 155     |
| Diferencia |      | −1,27 % |